# Liste der Baudenkmäler in Bockum (Krefeld)
Die Liste der Baudenkmäler in Bockum (Krefeld) enthält die denkmalgeschützten Bauwerke auf dem Gebiet von Krefeld-Bockum, Stadtbezirk Ost, in Nordrhein-Westfalen (Stand: April 2020). Diese Baudenkmäler sind in der Denkmalliste der Stadt Krefeld eingetragen; Grundlage für die Aufnahme ist das Denkmalschutzgesetz Nordrhein-Westfalen (DSchG NRW).

| Bild                                              | Bezeichnung | Lage                                                                                    | Beschreibung | Bauzeit             | Eingetragen seit | Denkmal- nummer |
| ------------------------------------------------- | --- | --------------------------------------------------------------------------------------- | --- | ------------------- | ---------------- | --------------- |
| weitere Bilder                                    | Grabmal Philibert Keutmann | Sollbrüggen Am Badezentrum Bockumer Friedhof Karte                                      | Ehrengrab auf Feld 1, Nr. 26/27 | 1908                | 27.04.1992       | 628             |
| weitere Bilder                                    | Badezentrum Bockum | Sollbrüggen Am Badezentrum 2 Karte                                                      | Architekt: Peter Friedrich Schneider | 1964–1967           | 10.02.2000       | 860             |
| weitere Bilder                                    | Rennbahn | Stadtwald An der Rennbahn 4, 5, 6, 8, 21, 26, 30, 40, 51 Hüttenallee Stadtwald Karte    | Tribünenbereich Trainingszentrale Rennbahn | 1911–1913           | 13.08.1984       | 97              |
| Schützenhof: Wohnhaus                             | Schützenhof: Wohnhaus | Sollbrüggen Buschstraße 155 Karte                                                       | | Mitte 18. Jh.       | 13.08.1984       | 46              |
| Kreifeltshof: Wohnstallhaus                       | Kreifeltshof: Wohnstallhaus | Sollbrüggen Buschstraße 204, 206 Karte                                                  | Teil der ehemaligen, 1622 erstmals erwähnten Hofanlage | 1768                | 07.05.1987       | 565             |
| Wohnhaus                                          | Wohnhaus | Sollbrüggen Buschstraße 358 Karte                                                       | | 1770                | 15.08.1985       | 395             |
| Wohnhaus                                          | Wohnhaus | Tierpark Eichendorffstraße 36 Karte                                                     | | 1910 1970           | 13.08.1984       | 62              |
| weitere Bilder                                    | Katholische Pfarrkirche Herz-Jesu                                                                                               | Stadtwald Friedrich-Ebert-Straße 164 Karte                                              | | 1930–1931           | 12.11.1998       | 815             |
| Wohn- und Geschäftshaus                           | Wohn- und Geschäftshaus | Stadtwald Friedrich-Ebert-Straße 233 Karte                                              | | 1930er Jh.          | 06.11.1986       | 557             |
| weitere Bilder                                    | Gemeindezentrum Pax Christi mit Grünanlage                                                                                      | Tierpark Glockenspitz 265 Karte                                                         | Kunstkirche | 1979                | 28.08.2019       | 1015            |
| Doppelhaushälfte                                  | Doppelhaushälfte | Tierpark Grenzstraße 55 Karte                                                           | | 1889–1890           | 26.08.2019       | 985             |
| Wohnhaus                                          | Wohnhaus | Stadtwald Grenzstraße 101 Karte                                                         | | 1911                | 15.12.2000       | 882             |
| Wohnhaus                                          | Wohnhaus | Stadtwald Grotenburgstraße 175 Karte                                                    | | um 1800             | 06.11.2002       | 912             |
| Wohnhaus                                          | Wohnhaus | Stadtwald Hüttenallee 26 Karte                                                          | |                     | 13.08.1984       | 93              |
| Wohnhaus                                          | Wohnhaus | Stadtwald Hüttenallee 65 Karte                                                          | | 1937                | 09.07.1986       | 535             |
| weitere Bilder                                    | Stadtwaldhaus mit ehemaliger Stadtwaldschänke und Obelisk mitsamt zugehöriger Einfriedung und Treppenanlage sowie Musikpavillon | Stadtwald Hüttenallee 108 Karte                                                         | ursprünglich als Kurhaus und Restaurant „Waldschänke“ von Hermann Bergerfurth errichtet, ab 1910 unter Architekt Georg Bruggaier in einem Jahr auf die heutige Größe erweitert. Besonders auffallend ist eine Mosaik an der Nordseite des im Krefelder Stadtwald liegenden Gebäudes, die im Jugendstil von Adolf Münzer 1911 geschaffen wurde und die Göttin Diana einen Hirsch reitend von heimischen Tieren umgebend zeigt. | 1901–1902 1910–1911 | 13.08.1984       | 94              |
| Wohnhaus                                          | Wohnhaus | Stadtwald Hüttenallee 149, 149a Karte                                                   | Architekten: Helmut Hentrich und Hans Heuser | 1937                | 10.04.2018       | 1005            |
| weitere Bilder                                    | Künstlerhaus Krefeld | Stadtwald Hüttenallee 150 Karte                                                         | Architekt: Joseph Maria Olbrich | 1908                | 13.08.1984       | 95              |
| Großhüttenhof: Hofanlage                          | Großhüttenhof: Hofanlage | Stadtwald Hüttenallee 235, 235a, 237, 237a, 239 Karte                                   | 1700 erstmals erwähnt, das Herrenhaus wurde um 1820 erbaut, die Nebengebäude der Hofanlage kamen Mitte des 19. Jahrhunderts hinzu | um 1820             | 13.08.1984       | 96              |
| weitere Bilder                                    | Schönwasserpark | Tierpark Johansenaue Karte                                                              | | 19. Jh.             | 15.12.1998       | 824             |
| Haus Schönwasser                                  | Haus Schönwasser | Tierpark Johansenaue 3 Karte                                                            | ehemaliger Landsitz, heute Lehrerseminar | 1. H. 19. Jh.       | 06.08.1984       | 197             |
| Gesamtschule Kaiserplatz                          | Gesamtschule Kaiserplatz | Stadtwald Kaiserplatz 50 Karte                                                          | | 1954–1955           | 09.04.2020       | 1026            |
| weitere Bilder                                    | Wohnhaus mit Autohaus und Einfriedung                                                                                           | Tierpark Kaiserstraße 86, 86a Karte                                                     | ⊙ Architekten: Helmut Hentrich und Hans Heuser | 1937–1938           | 18.05.2020       | 1023            |
| Haus Klinar                                       | Haus Klinar | Stadtwald Kaiserstraße 216 Karte                                                        | Architekten: Fritz G. Winter und William Dunkel | 1956                | 23.10.1997       | 769             |
| Wohnhaus                                          | Wohnhaus | Tierpark Keutmannstraße 261 Karte                                                       | |                     | 06.08.1984       | 111             |
| weitere Bilder                                    | Siedlung | Stadtwald Paul-Schütz-Straße 1–14, 16 Gneisenaustraße 80, 86 Grenzstraße 137, 147 Karte | Gebäude des Backsteinexpressionismus, Architekt Arnold Esch (1885–1935) | 1930–1931           | 22.11.2005       | 940             |
| Wohnhaus                                          | Wohnhaus | Tierpark Schönwasserstraße 50 Karte                                                     | [ 5 ] | 1928–1929           | 16.01.2018       | 1001            |
| Wohnhaus                                          | Wohnhaus | Tierpark Schönwasserstraße 60 Karte                                                     | | 1926                | 16.01.2018       | 551             |
| weitere Bilder                                    | Gartenpavillon „Bärenhöhle“ | Tierpark Schönwasserstraße 66 Karte                                                     | der Pavillon dokumentiert den ehemaligen Standort des Vergnügungslokals „Tiergarten“ | 1880er Jh.          | 19.04.1991       | 620             |
| Wohnhaus                                          | Wohnhaus | Stadtwald Schönwasserstraße 98 Karte                                                    | | 1904–1905           | 25.11.1994       | 706             |
| Halbvilla                                         | Halbvilla | Stadtwald Schönwasserstraße 100 Karte                                                   | | 1904                | 05.01.1989       | 498             |
| Wohnhaus                                          | Wohnhaus | Stadtwald Schönwasserstraße 102 Karte                                                   | | 1904                | 25.03.1986       | 499             |
| Gemeindehaus der evangelischen Kirche             | Gemeindehaus der evangelischen Kirche                                                                                           | Stadtwald Schönwasserstraße 104 Karte                                                   | | 1926–1927           | 09.01.1986       | 500             |
| Wohnhaus                                          | Wohnhaus | Tierpark Sollbrüggenstraße 40 Karte                                                     | | 1931–1933           | 08.04.2013       | 983             |
| Wohnhaus                                          | Wohnhaus | Sollbrüggen Sollbrüggenstraße 61 Karte                                                  | | 1903                | 18.08.2020       | 1027            |
| weitere Bilder                                    | Deuß-Tempel | Stadtwald Karte                                                                         | | 1913                | 06.08.1984       | 201             |
| Wohnhaus                                          | Wohnhaus | Tierpark Tiergartenstraße 14 Karte                                                      | Buschhüter-Bau | 1907                | 04.01.1989       | 473             |
| Wohnhaus                                          | Wohnhaus | Tierpark Tiergartenstraße 16 Karte                                                      | Buschhüter-Bau | 1907                | 06.08.1984       | 224             |
| Wohnhaus                                          | Wohnhaus | Tierpark Tiergartenstraße 20 Karte                                                      | Buschhüter-Bau | 1907                | 06.08.1984       | 225             |
| Wohnhaus                                          | Wohnhaus | Tierpark Tiergartenstraße 22 Karte                                                      | Buschhüter-Bau | 1907                | 04.01.1989       | 474             |
| Wohnhaus                                          | Wohnhaus | Tierpark Tiergartenstraße 28 Karte                                                      | | 1926                | 31.01.2006       | 943             |
| weitere Bilder                                    | Wohnhaus | Tiergarten Tiergartenstraße 46 Karte                                                    | | 1925–1926           | 23.02.2021       | 1032            |
| Wohnhaus                                          | Wohnhaus | Tiergarten Tiergartenstraße 50 Karte                                                    | | 1888–1889           | 02.01.2019       | 1011            |
| Wohnhaus                                          | Wohnhaus | Tierpark Tiergartenstraße 57 Kaiserstraße Karte                                         | | 1888–1889           | 25.06.2003       | 919             |
|                                                   | | Stadtwald Uerdinger Straße 224 Karte                                                    | |                     |                  | 229             |
|                                                   | | Tierpark Uerdinger Straße 231 Karte                                                     | |                     |                  | 230             |
|                                                   | | Stadtwald Uerdinger Straße 248 Karte                                                    | |                     |                  | 475             |
|                                                   | | Stadtwald Uerdinger Straße 250 Karte                                                    | |                     |                  | 231             |
|                                                   | | Stadtwald Uerdinger Straße 252 Karte                                                    | |                     |                  | 476             |
|                                                   | | Stadtwald Uerdinger Straße 254 Karte                                                    | |                     |                  | 594             |
|                                                   | | Tierpark Uerdinger Straße 255 Karte                                                     | |                     |                  | 232             |
|                                                   | | Stadtwald Uerdinger Straße 256 Karte                                                    | |                     |                  | 477             |
|                                                   | | Tierpark Uerdinger Straße 265 Karte                                                     | |                     |                  | 233             |
|                                                   | | Stadtwald Uerdinger Straße 280 Karte                                                    | |                     |                  | 537             |
| Straßenseitige Fassade und historische Einzäunung | Straßenseitige Fassade und historische Einzäunung                                                                               | Stadtwald Uerdinger Straße 284 Karte                                                    | |                     |                  | 959             |
| Historische Einzäunung vor dem Gebäude            | Historische Einzäunung vor dem Gebäude                                                                                          | Stadtwald Uerdinger Straße 286 Karte                                                    | |                     |                  | 961             |
|                                                   | | Tierpark Uerdinger Straße 287 Karte                                                     | |                     |                  | 234             |
|                                                   | | Tierpark Uerdinger Straße 289 Karte                                                     | |                     |                  | 478             |
|                                                   | | Tierpark Uerdinger Straße 291 Karte                                                     | |                     |                  | 479             |
|                                                   | | Tierpark Uerdinger Straße 293 Karte                                                     | |                     |                  | 235             |
|                                                   | | Tierpark Uerdinger Straße 295 Karte                                                     | |                     |                  | 236             |
|                                                   | | Tierpark Uerdinger Straße 297 Karte                                                     | |                     |                  | 480             |
|                                                   | | Tierpark Uerdinger Straße 299 Karte                                                     | |                     |                  | 237             |
|                                                   | | Tierpark Uerdinger Straße 301 Karte                                                     | |                     |                  | 300             |
|                                                   | | Stadtwald Uerdinger Straße 310 Karte                                                    | |                     |                  | 481             |
|                                                   | | Tierpark Uerdinger Straße 311 Karte                                                     | |                     |                  | 482             |
|                                                   | | Stadtwald Uerdinger Straße 312 Karte                                                    | |                     |                  | 483             |
|                                                   | | Tierpark Uerdinger Straße 313 Karte                                                     | |                     |                  | 238             |
|                                                   | | Stadtwald Uerdinger Straße 314 Karte                                                    | |                     |                  | 484             |
|                                                   | | Tierpark Uerdinger Straße 315 Karte                                                     | |                     |                  | 239             |
|                                                   | | Stadtwald Uerdinger Straße 316 Karte                                                    | |                     |                  | 485             |
|                                                   | | Tierpark Uerdinger Straße 317 Karte                                                     | |                     |                  | 939             |
|                                                   | | Stadtwald Uerdinger Straße 318 Karte                                                    | |                     |                  | 486             |
|                                                   | | Tierpark Uerdinger Straße 319 Karte                                                     | |                     |                  | 487             |
|                                                   | | Stadtwald Uerdinger Straße 320 Karte                                                    | |                     |                  | 488             |
|                                                   | | Tierpark Uerdinger Straße 321 Karte                                                     | |                     |                  | 240             |
|                                                   | | Stadtwald Uerdinger Straße 322 Karte                                                    | |                     |                  | 241             |
|                                                   | | Tierpark Uerdinger Straße 323 Karte                                                     | |                     |                  | 242             |
|                                                   | | Stadtwald Uerdinger Straße 324 Karte                                                    | |                     |                  | 489             |
|                                                   | | Tierpark Uerdinger Straße 325 Karte                                                     | |                     |                  | 243             |
|                                                   | | Stadtwald Uerdinger Straße 326 Karte                                                    | |                     |                  | 490             |
|                                                   | | Tierpark Uerdinger Straße 327 Karte                                                     | |                     |                  | 244             |
|                                                   | | Stadtwald Uerdinger Straße 328 Karte                                                    | |                     |                  | 491             |
|                                                   | | Stadtwald Uerdinger Straße 330 Karte                                                    | |                     |                  | 492             |
|                                                   | | Stadtwald Uerdinger Straße 332 Karte                                                    | |                     |                  | 385             |
|                                                   | | Stadtwald Uerdinger Straße 334 Karte                                                    | |                     |                  | 384             |
|                                                   | | Stadtwald Uerdinger Straße 336 Karte                                                    | |                     |                  | 493             |
|                                                   | | Tierpark Uerdinger Straße 341 Karte                                                     | |                     |                  | 494             |
|                                                   | | Stadtwald Uerdinger Straße 342 Karte                                                    | |                     |                  | 495             |
|                                                   | | Tierpark Uerdinger Straße 343 Karte                                                     | |                     |                  | 496             |
|                                                   | | Tierpark Uerdinger Straße 351 Karte                                                     | |                     |                  | 245             |
| ehemaliges Bauernhaus/Zoo                         | ehemaliges Bauernhaus/Zoo | Tierpark Uerdinger Straße 377 Karte                                                     | |                     |                  | 246             |
| Haus Grotenburg                                   | Haus Grotenburg | Tierpark Uerdinger Straße 399 Karte                                                     | |                     |                  | 247             |
| weitere Bilder                                    | Schönhausenpark | Sollbrüggen Uerdinger Straße 412 Karte                                                  | |                     |                  | 823             |
| weitere Bilder                                    | Haus Schönhausen | Sollbrüggen Uerdinger Straße 412, 414, 420 Karte                                        | |                     |                  | 248             |
| Haus Sonnenhof                                    | Haus Sonnenhof | Tierpark Uerdinger Straße 449 Karte                                                     | Gebäudeäußeres - Hinweis für den Bebilderer: Das Gebäude ist nur teilweise von der Straße einzusehen. |                     |                  | 970             |
| Villa Feubel                                      | Villa Feubel | Tierpark Uerdinger Straße 487 Karte                                                     | |                     |                  | 910             |
| weitere Bilder                                    | Haus Sollbrüggen | Sollbrüggen Uerdinger Straße 500 Karte                                                  | |                     |                  | 249             |
| Sollbrüggenpark                                   | Sollbrüggenpark | Sollbrüggen Uerdinger Straße 500 Karte                                                  | |                     |                  | 822             |
|                                                   | | Tierpark Uerdinger Straße 543 Karte                                                     | |                     |                  | 580             |
| Rathaus Bockum und ehemalige Feuerwache           | Rathaus Bockum und ehemalige Feuerwache                                                                                         | Tierpark Uerdinger Straße 585 Karte                                                     | |                     |                  | 250             |
| weitere Bilder                                    | Haus Neuenhofen | Sollbrüggen Uerdinger Straße 593 Karte                                                  | |                     |                  | 251             |
| weitere Bilder                                    | Park Neuenhofen | Sollbrüggen Uerdinger Straße 593 Karte                                                  | |                     |                  | 821             |
| Burchartzhof                                      | Burchartzhof | Sollbrüggen Uerdinger Straße 609 Karte                                                  | |                     |                  | 252             |
|                                                   | | Sollbrüggen Uerdinger Straße 620 Karte                                                  | |                     |                  | 497             |
| Schütenhof                                        | Schütenhof | Sollbrüggen Uerdinger Straße 624 Karte                                                  | |                     |                  | 253             |
| weitere Bilder                                    | Katholische Pfarrkirche St. Gertrudis                                                                                           | Sollbrüggen Uerdinger Straße 627 Karte                                                  | |                     |                  | 228             |
| Pfarrhaus                                         | Pfarrhaus | Sollbrüggen Uerdinger Straße 627 Karte                                                  | |                     |                  | 254             |
| weitere Bilder                                    | Wohnhaus | Stadtwald Waldhofstraße 115 Karte                                                       | | 1910                | 11.05.2020       | 1025            |
|                                                   | | Stadtwald Waldhofstraße 117 Karte                                                       | |                     |                  | 770             |
|                                                   | | Stadtwald Waldhofstraße 121 Karte                                                       | |                     |                  | 548             |
|                                                   | | Stadtwald Waldhofstraße 122 Karte                                                       | |                     |                  | 306             |
|                                                   | | Stadtwald Wilhelmshofallee 72 Karte                                                     | |                     |                  | 768             |
|                                                   | | Stadtwald Wilhelmshofallee 74 Karte                                                     | |                     |                  | 979             |
| Halbvilla mit umgebenden Garten                   | Halbvilla mit umgebenden Garten                                                                                                 | Stadtwald Wilhelmshofallee 76 Karte                                                     | |                     |                  | 1006            |
|                                                   | | Stadtwald Wilhelmshofallee 79 Karte                                                     | |                     |                  | 281             |
|                                                   | | Stadtwald Wilhelmshofallee 81 Karte                                                     | |                     |                  | 282             |
| Villa Clauss                                      | Villa Clauss | Stadtwald Wilhelmshofallee 83 Karte                                                     | von Architekt Prof. August Biebricher für den Fabrikanten Carl Clauss errichtete Villa | 1911                |                  | 283             |
| Haus von Scheven                                  | Haus von Scheven | Stadtwald Wilhelmshofallee 84 Karte                                                     | von Architekt Prof. August Biebricher für den Seidenfabrikanten Walter von Scheven errichtete Villa | 1907                |                  | 284             |
| weitere Bilder                                    | Haus Lange | Stadtwald Wilhelmshofallee 91 Karte                                                     | Entwurf des Architekten Ludwig Mies van der Rohe aus dem Jahr 1927, seit 1955 Ausstellungshalle und seit 1981 bildet es zusammen mit Haus Lange ein Museumsensemble für zeitgenössische Kunst | 1928–1930           |                  | 285             |
|                                                   | | Stadtwald Wilhelmshofallee 96 Karte                                                     | |                     |                  | 286             |
| weitere Bilder                                    | Haus Esters | Stadtwald Wilhelmshofallee 97 Karte                                                     | Entwurf des Architekten Ludwig Mies van der Rohe aus dem Jahr 1927, seit 1981 bildet es zusammen mit Haus Lange ein Museumsensemble für zeitgenössische Kunst | 1928–1930           |                  | 287             |
| Gartenhaus hinter Haus Esters                     | Gartenhaus hinter Haus Esters                                                                                                   | Stadtwald Wilhelmshofallee 97 Karte                                                     | | 1923                |                  | 966             |
| Altenheim Wilhelmshof                             | Altenheim Wilhelmshof | Stadtwald Wilhelmshofallee 110 Karte                                                    | |                     |                  | 288             |
|                                                   | | Tierpark Windmühlenstraße 35 Karte                                                      | |                     |                  | 632             |
|                                                   | | Tierpark Windmühlenstraße 37 Karte                                                      | |                     |                  | 633             |
|                                                   | | Tierpark Windmühlenstraße 41 Karte                                                      | |                     |                  | 634             |
|                                                   | | Tierpark Windmühlenstraße 43 Karte                                                      | |                     |                  | 635             |